# Reprezentacja Polski w amp futbolu
Reprezentacja Polski w amp futbolu – narodowa reprezentacja tego kraju, reprezentująca go na arenie międzynarodowej.

## Historia amp futbolu w Polsce
Pierwsze treningi amp futbolu w Polsce datowane są na październik 2011 roku, kiedy to na zgrupowanie w Warszawie przyjechało 13 zawodników. Zgrupowanie odbyło się dzięki inicjatywie Mateusza Widłaka, absolwenta fizjoterapii na Warszawskiej Akademii Medycznej oraz CESLA na Uniwersytecie Warszawskim. Razem z Markiem Dragoszem, licencjonowanym trenerem UEFA A oraz założycielem wielu akademii bramkarskich w całej Polsce, powołali w marcu 2012 roku Reprezentację Polski. Do sztabu szkoleniowego reprezentacji dołączyli Krzysztof Wajda (trener bramkarzy), Grzegorz Skrzeczek (fizjoterapeuta) oraz Norbert Bradel (trener mentalny). Oficjalnym debiutem kadry był Turniej Czterech Narodów w Manchesterze na przełomie marca i kwietnia 2012 roku. Polacy zajęli w nim 2. miejsce ustępując jedynie Anglii, pokonując Niemców i Irlandczyków. Od tego czasu reprezentacja występowała w takich turniejach jak: Victory Cup 2013 w Moskwie (6. miejsce), Paddy Power Cup 2013 w Irlandii (2. miejsce), Podhale Amp Futbol Cup 2015 (1. miejsce) oraz 2016 (1. miejsce), Catalunya Cup 2016 (2. miejsce). Polacy uczestniczyli także w turniejach wysokiej rangi. W prestiżowym turnieju Amp Futbol Cup rozgrywanym w Polsce odnieśli jak dotychczas jedno zwycięstwo (2019), a także zajmowali trzykrotnie 2. miejsce (2015, 2016 i 2017) oraz czterokrotnie 3. miejsce. Na Mistrzostwach Świata reprezentacja Polski wystąpiła dotychczas trzykrotnie: w 2012 roku w Królewcu zajęła przedostatnie, 11. miejsce, w 2014 roku w Culiacán (Meksyk) otarła się o podium zajmując 4. miejsce, zaś w 2018 roku (San Juan de los Lagos, Meksyk) uplasowała się na 7. pozycji.

## Rozgrywki międzynarodowe

### Mistrzostwa świata
| Rok  | Faza              | Pozycja           | M                 | W                 | R                 | P                 | G+                | G-                |
| ---- | ----------------- | ----------------- | ----------------- | ----------------- | ----------------- | ----------------- | ----------------- | ----------------- |
| 2007 | nie brała udziału | nie brała udziału | nie brała udziału | nie brała udziału | nie brała udziału | nie brała udziału | nie brała udziału | nie brała udziału |
| 2010 | nie brała udziału | nie brała udziału | nie brała udziału | nie brała udziału | nie brała udziału | nie brała udziału | nie brała udziału | nie brała udziału |
| 2012 | Grupowa           | 11/12             | 6                 | 0                 | 1                 | 5                 | 8                 | 19                |
| 2014 | Półfinał          | 4/20              | 6                 | 3                 | 0                 | 3                 | 8                 | 7                 |
| 2018 | Ćwierćfinał       | 7/22              | 7                 | 4                 | 1                 | 2                 | 8                 | 8                 |
| 2022 | 1/8 finału        | 13/24             | 7                 | 4                 | 0                 | 3                 | 13                | 9                 |
| 2026 | TBD               | TBD               | TBD               | TBD               | TBD               | TBD               | TBD               | TBD               |

### Mistrzostwa Europy
| Rok  | Faza              | Pozycja           | M                 | W                 | R                 | P                 | G+                | G-                |
| ---- | ----------------- | ----------------- | ----------------- | ----------------- | ----------------- | ----------------- | ----------------- | ----------------- |
| 2008 | nie brała udziału | nie brała udziału | nie brała udziału | nie brała udziału | nie brała udziału | nie brała udziału | nie brała udziału | nie brała udziału |
| 2017 | Półfinał          | /12               | 6                 | 5                 | 0                 | 1                 | 20                | 4                 |
| 2021 | Półfinał          | /14               | 6                 | 4                 | 1                 | 1                 | 16                | 3                 |

### Amp Futbol Cup
| Rok  | Faza     | Pozycja | M | W | R | P | G+ | G- |
| ---- | -------- | ------- | - | - | - | - | -- | -- |
| 2012 | Grupowa  | /5      | 4 | 2 | 0 | 2 | 11 | 6  |
| 2013 | Grupowa  | /5      | 4 | 2 | 1 | 1 | 20 | 7  |
| 2014 | Półfinał | /6      | 4 | 2 | 0 | 2 | 7  | 10 |
| 2015 | Finał    | /6      | 4 | 3 | 0 | 1 | 7  | 3  |
| 2016 | Finał    | /6      | 4 | 2 | 0 | 2 | 11 | 6  |
| 2017 | Finał    | /6      | 4 | 3 | 0 | 1 | 21 | 3  |
| 2018 | Półfinał | /6      | 4 | 2 | 1 | 1 | 9  | 4  |
| 2019 | Finał    | /6      | 4 | 4 | 0 | 0 | 18 | 2  |
| 2020 | Grupowa  | /2      | 4 | 4 | 0 | 0 | 43 | 0  |
| 2021 | Grupowa  | /3      | 4 | 4 | 0 | 0 | 36 | 0  |
| 2022 | Finał    | /6      | 4 | 4 | 0 | 0 | 16 | 5  |

## Lista meczów reprezentacji Polski w amp futbolu

### 2012
| 4 Nation Amputee Football Tournament 31 marca 2012 | Polska         | 2:1   | Irlandia |                    |
|                                                    | Mateusz Kabała | (0:0) |          | Manchester, Anglia |

| 4 Nation Amputee Football Tournament 31 marca 2012 | Anglia | 3:0   | Polska |                    |
|                                                    |        | (1:0) |        | Manchester, Anglia |

| 4 Nation Amputee Football Tournament 1 kwietnia 2012 | Polska                                                      | 4:0 | Niemcy |                    |
|                                                      | Arkadiusz Werner · Sebastian Ziółkowski · Bartosz Łastowski |     |        | Manchester, Anglia |

| 4 Nation Amputee Football Tournament 1 kwietnia 2012 | Polska            | 2:0   | Irlandia |                    |
|                                                      | Bartosz Łastowski | (1:0) |          | Manchester, Anglia |

| Amp Futbol Cup 2012 8 września 2012 | Polska                                                                  | 5:0   | Irlandia |                                             |
|                                     | Bartosz Łastowski · Marcin Guszkiewicz · Kamil Rosiek · Maciej Kosiorek | (3:0) |          | DOSiR, ul. Kawęczyńska 44, Warszawa, Polska |

| Amp Futbol Cup 2012 8 września 2012 | Polska                           | 2:3 | Anglia |                                             |
|                                     | Bartosz Łastowski · Kamil Rosiek |     |        | DOSiR, ul. Kawęczyńska 44, Warszawa, Polska |

| Amp Futbol Cup 2012 9 września 2012 | Polska         | 1:3 | Ukraina |                                             |
|                                     | Mateusz Kabała |     |         | DOSiR, ul. Kawęczyńska 44, Warszawa, Polska |

| MŚ 2012 7 października 2012 | Polska | 0:2   | Ghana |                  |
|                             |        | (0:2) |       | Królewiec, Rosja |

| MŚ 2012 8 października 2012 | Polska            | 1:2   | Argentyna |                  |
|                             | Bartosz Łastowski | (1:2) |           | Królewiec, Rosja |

| MŚ 2012 9 października 2012 | Polska         | 3:5   | Salwador |                  |
|                             | Mateusz Kabała | (1:5) |          | Królewiec, Rosja |

| MŚ 2012 10 października 2012 | Rosja | 5:1   | Polska         |                  |
|                              |       | (3:0) | Mateusz Kabała | Królewiec, Rosja |

| MŚ 2012 11 października 2012 | Polska         | 1:3   | Iran |                  |
|                              | Mateusz Kabała | (0:2) |      | Królewiec, Rosja |

| MŚ 2012 13 października 2012 | Polska                            | 2:2 k. 4:3    | Japonia |                  |
|                              | Kamil Rosiek · Marcin Guszkiewicz | (2:0, k. 4:3) |         | Królewiec, Rosja |

### 2013
| 13 kwietnia 2013 | Polska                                              | 4:4   | Francja |                  |
|                  | Bartosz Łastowski · Kamil Rosiek · Arkadiusz Werner | (3:2) |         | Warszawa, Polska |

| Victory Cup 2013 16 maja 2013 | Polska | 0:1   | Iran |               |
|                               |        | (0:0) |      | Moskwa, Rosja |

| Paddy Power Cup 2013 10 sierpnia 2013 | Polska                                              | 3:0   | Niemcy |                    |
|                                       | Bartosz Łastowski · Rafał Bieńkowski · Kamil Rosiek | (1:0) |        | Limerick, Irlandia |

| Paddy Power Cup 2013 10 sierpnia 2013 | Polska                       | 6:0   | Belgia |                    |
|                                       | Arkadiusz Werner · ?,?,?,?,? | (1:0) |        | Limerick, Irlandia |

| Paddy Power Cup 2013 11 sierpnia 2013 | Irlandia | 0:3   | Polska |                    |
|                                       |          | (0:2) | ?,?,?  | Limerick, Irlandia |

| Paddy Power Cup 2013 11 sierpnia 2013 | Polska            | 1:2   | Anglia |                    |
|                                       | Bartosz Łastowski | (0:1) |        | Limerick, Irlandia |

| Amp Futbol Cup 2013 7 września 2013 | Polska | 12:0  | Niemcy |                                             |
|                                     | Rafał Bieńkowski · Mateusz Kabała · Bartosz Łastowski · Arkadiusz Werner · Przemysław Świercz · Maciej Kosiorek | (3:0) |        | DOSiR, ul. Kawęczyńska 44, Warszawa, Polska |

| Amp Futbol Cup 2013 7 września 2013 | Polska                                                 | 3:3   | Ukraina |                                             |
|                                     | Rafał Bieńkowski · Mateusz Kabała · Marcin Guszkiewicz | (2:1) |         | DOSiR, ul. Kawęczyńska 44, Warszawa, Polska |

| Amp Futbol Cup 2013 8 września 2013 | Polska                                                 | 5:1   | Holandia |                                             |
|                                     | Bartosz Łastowski · Maciej Kosiorek · Arkadiusz Werner | (3:1) |          | DOSiR, ul. Kawęczyńska 44, Warszawa, Polska |

| Amp Futbol Cup 2013 8 września 2013 | Polska | 0:3   | Anglia |                                             |
|                                     |        | (0:2) |        | DOSiR, ul. Kawęczyńska 44, Warszawa, Polska |

### 2014
| 21 czerwca 2014 | Polska                      | 2:1   | Ukraina |                                                           |
|                 | Mateusz Kabała · Tomasz Miś | (1:1) |         | Suwałki, Polska Sędzia: Kacper Dziubek Robert Hasselbusch |

| Amp Futbol Cup 2014 13 września 2014 | Polska | 1:5   | Turcja |                                             |
|                                      | ?      | (1:3) |        | DOSiR, ul. Kawęczyńska 44, Warszawa, Polska |

| Amp Futbol Cup 2014 13 września 2014 | Polska                                            | 3:0 | Włochy |                                             |
|                                      | Rafał Bieńkowski · Bartosz Łastowski · samobójcza |     |        | DOSiR, ul. Kawęczyńska 44, Warszawa, Polska |

| Amp Futbol Cup 2014 14 września 2014 | Polska | 0:4 | Anglia |                                             |
|                                      |        |     |        | DOSiR, ul. Kawęczyńska 44, Warszawa, Polska |

| Amp Futbol Cup 2014 14 września 2014 | Polska                                              | 3:1 | Ukraina |                                             |
|                                      | Kamil Rosiek · Rafał Bieńkowski · Michał Czerwiński |     |         | DOSiR, ul. Kawęczyńska 44, Warszawa, Polska |

| MŚ 2014 1 grudnia 2014 | Polska             | 1:0   | Włochy |                  |
|                        | Marcin Guszkiewicz | (1:0) |        | Culiacán, Meksyk |

| MŚ 2014 2 grudnia 2014 | Meksyk | 3:2 | Polska            |                  |
|                        |        |     | Bartosz Łastowski | Culiacán, Meksyk |

| MŚ 2014 4 grudnia 2014 | Polska                                            | 3:1 | Stany Zjednoczone |                  |
|                        | Bartosz Łastowski · Mateusz Kabała · Kamil Rosiek |     |                   | Culiacán, Meksyk |

| MŚ 2014 5 grudnia 2014 | Polska            | 2:1 | Argentyna |                  |
|                        | Bartosz Łastowski |     |           | Culiacán, Meksyk |

| MŚ 2014 6 grudnia 2014 | Polska | 0:1 | Angola |                  |
|                        |        |     |        | Culiacán, Meksyk |

| MŚ 2014 7 grudnia 2014 | Polska | 0:1 | Turcja |                  |
|                        |        |     |        | Culiacán, Meksyk |

### 2015
| 7 lutego 2015 | Hiszpania | 5:2   | Polska           |                   |
|               |           | (1:1) | Rafał Bieńkowski | Tarifa, Hiszpania |

| Podhale Amp Futbol Cup 2015 6 czerwca 2015 | Polska     | 1:0   | Irlandia |                   |
|                                            | Tomasz Miś | (0:0) |          | Nowy Targ, Polska |

| Podhale Amp Futbol Cup 2015 6 czerwca 2015 | Polska                                | 5:0   | Holandia |                   |
|                                            | Mateusz Kabała · Sebastian Ziółkowski | (2:0) |          | Nowy Targ, Polska |

| Podhale Amp Futbol Cup 2015 7 czerwca 2015 | Polska                               | 3:1   | Ukraina |                      |
|                                            | Bartosz Łastowski · Rafał Bieńkowski | (0:1) |         | Łapsze Niżne, Polska |

| Amp Futbol Cup 2015 12 września 2015 | Polska     | 1:0 | Francja |                                             |
|                                      | Tomasz Miś |     |         | DOSiR, ul. Kawęczyńska 44, Warszawa, Polska |

| Amp Futbol Cup 2015 12 września 2015 | Polska                          | 2:1 | Hiszpania |                                             |
|                                      | Tomasz Miś · Marcin Guszkiewicz |     |           | DOSiR, ul. Kawęczyńska 44, Warszawa, Polska |

| Amp Futbol Cup 2015 13 września 2015 | Polska                      | 3:0 | Włochy |                                             |
|                                      | Mateusz Kabała · Tomasz Miś |     |        | DOSiR, ul. Kawęczyńska 44, Warszawa, Polska |

| Amp Futbol Cup 2015 13 września 2015 | Polska         | 1:2 | Turcja |                                             |
|                                      | Mateusz Kabała |     |        | DOSiR, ul. Kawęczyńska 44, Warszawa, Polska |

### 2016
| Catalunya Cup 2016 23 kwietnia 2016 | Polska                                                                  | 9:0 | Francja |                       |
|                                     | Jakub Kożuch · Bartosz Łastowski · Dawid Dobkowski · Przemysław Świercz |     |         | Les Preses, Hiszpania |

| Catalunya Cup 2016 23 kwietnia 2016 | Hiszpania | 0:1 | Polska            |                       |
|                                     |           |     | Bartosz Łastowski | Les Preses, Hiszpania |

| Catalunya Cup 2016 24 kwietnia 2016 | Hiszpania | 3:1   | Polska          |                       |
|                                     |           | (2:1) | Adrian Stanecki | Les Preses, Hiszpania |

| Podhale Amp Futbol Cup 2016 4 czerwca 2016 | Polska           | 1:1   | Irlandia |                      |
|                                            | Rafał Bieńkowski | (0:0) |          | Łapsze Niżne, Polska |

| Podhale Amp Futbol Cup 2016 4 czerwca 2016 | Polska              | 6:0 | Niemcy |                      |
|                                            | Jakub Kożuch · ?, ? |     |        | Łapsze Niżne, Polska |

| Podhale Amp Futbol Cup 2016 5 czerwca 2016 | Polska                                                | 3:0   | Ukraina |                      |
|                                            | Marcin Guszkiewicz · Mateusz Kabała · Krystian Kapłon | (2:0) |         | Łapsze Niżne, Polska |

| Amp Futbol Cup 2016 10 września 2016 | Polska                                            | 6:0   | Włochy |                                             |
|                                      | Bartosz Łastowski · Mateusz Kabała · Jakub Kożuch | (2:0) |        | DOSiR, ul. Kawęczyńska 44, Warszawa, Polska |

| Amp Futbol Cup 2016 10 września 2016 | Polska | 0:3   | Rosja |                                             |
|                                      |        | (0:2) |       | DOSiR, ul. Kawęczyńska 44, Warszawa, Polska |

| Amp Futbol Cup 2016 11 września 2016 | Polska                                             | 5:2   | Anglia |                                             |
|                                      | Bartosz Łastowski · Krystian Kapłon · Jakub Kożuch | (3:1) |        | DOSiR, ul. Kawęczyńska 44, Warszawa, Polska |

| Amp Futbol Cup 2016 11 września 2016 | Polska | 0:1              | Rosja |                                             |
|                                      |        | (0:0, dogr. 0:1) |       | DOSiR, ul. Kawęczyńska 44, Warszawa, Polska |

### 2017
| 1 kwietnia 2017 | Włochy | 0:2   | Polska            |              |
|                 |        | (0:1) | Bartosz Łastowski | Fano, Włochy |

| 2 kwietnia 2017 | Włochy | 1:5   | Polska                                                                    |                |
|                 |        | (0:1) | Bartosz Łastowski · Rafał Bieńkowski · Dawid Dobkowski · Mariusz Krzempek | Pesaro, Włochy |

| Amp Futbol Cup 2017 24 czerwca 2017 | Polska                                                          | 6:1   | Japonia |                                     |
|                                     | Bartosz Łastowski · Jakub Kożuch · Krystian Kapłon · Tomasz Miś | (3:0) |         | DOSiR, ul. Kawęczyńska 44, Warszawa |

| Amp Futbol Cup 2017 24 czerwca 2017 | Polska | 11:0  | Grecja |                                     |
|                                     | Jakub Kożuch · Tomasz Miś · Mariusz Krzempek · Sebastian Ziółkowski · Adrian Stanecki · Bartosz Łastowski | (5:0) |        | DOSiR, ul. Kawęczyńska 44, Warszawa |

| Amp Futbol Cup 2017 25 czerwca 2017 | Polska                                           | 4:1   | Irlandia |                                     |
|                                     | Bartosz Łastowski · Tomasz Miś · Krystian Kapłon | (3:1) |          | DOSiR, ul. Kawęczyńska 44, Warszawa |

| Amp Futbol Cup 2017 25 czerwca 2017 | Polska | 0:1 | Anglia |                                     |
|                                     |        |     |        | DOSiR, ul. Kawęczyńska 44, Warszawa |

| ME 2017 3 października 2017 | Polska                                          | 5:1   | Francja |                                                                   |
|                             | Bartosz Łastowski · Tomasz Miś · Mateusz Kabała | (2:0) |         | Hasan Doğan Millî Takımlar Kamp ve Eğitim Tesisleri, Riva, Turcja |

| ME 2017 4 października 2017 | Polska                                           | 4:0   | Belgia |                                                                   |
|                             | Bartosz Łastowski · Tomasz Miś · Krystian Kapłon | (2:0) |        | Hasan Doğan Millî Takımlar Kamp ve Eğitim Tesisleri, Riva, Turcja |

| ME 2017 5 października 2017 | Polska            | 3:0   | Włochy |                                                                   |
|                             | Bartosz Łastowski | (2:0) |        | Hasan Doğan Millî Takımlar Kamp ve Eğitim Tesisleri, Riva, Turcja |

| ME 2017 7 października 2017 | Polska                                                 | 5:0   | Irlandia |                                                                   |
|                             | Bartosz Łastowski · Krystian Kapłon · Rafał Bieńkowski | (1:0) |          | Hasan Doğan Millî Takımlar Kamp ve Eğitim Tesisleri, Riva, Turcja |

| ME 2017 8 października 2017 | Turcja | 2:0   | Polska |                                                                   |
|                             |        | (1:0) |        | Hasan Doğan Millî Takımlar Kamp ve Eğitim Tesisleri, Riva, Turcja |

| ME 2017 9 października 2017 | Polska                           | 3:1              | Hiszpania |                                                                   |
|                             | Bartosz Łastowski · Jakub Kożuch | (0:0, dogr. 3:1) |           | Hasan Doğan Millî Takımlar Kamp ve Eğitim Tesisleri, Riva, Turcja |

### 2018
| 5 maja 2018 | Polska | 0:2   | Anglia |                  |
|             |        | (0:1) |        | Dublin, Irlandia |

| 5 maja 2018 | Irlandia | 2:4   | Polska                                                |                  |
|             |          | (2:3) | Bartosz Łastowski · Krystian Kapłon · Dawid Dobkowski | Dublin, Irlandia |

| Amp Futbol Cup 2018 8 września 2018 | Polska                                                                 | 6:1   | Holandia |                                                 |
|                                     | Bartosz Łastowski · Mariusz Krzempek · Krystian Kapłon · Kamil Grygiel | (2:1) |          | BOPN, ul. Obrońców Tobruku 11, Warszawa, Polska |

| Amp Futbol Cup 2018 8 września 2018 | Polska             | 1:1   | Rosja |                                                 |
|                                     | Przemysław Świercz | (0:1) |       | BOPN, ul. Obrońców Tobruku 11, Warszawa, Polska |

| Amp Futbol Cup 2018 9 września 2018 | Polska | 0:1   | Anglia |                                                 |
|                                     |        | (0:1) |        | BOPN, ul. Obrońców Tobruku 11, Warszawa, Polska |

| Amp Futbol Cup 2018 9 września 2018 | Polska                          | 2:1   | Ukraina |                                                 |
|                                     | Kamil Grygiel · Dawid Dobkowski | (2:0) |         | BOPN, ul. Obrońców Tobruku 11, Warszawa, Polska |

| MŚ 2018 28 października 2018 | Polska          | 1:0 | Kolumbia |                               |
|                              | Krystian Kapłon |     |          | San Juan de los Lagos, Meksyk |

| MŚ 2018 29 października 2018 | Polska          | 1:0   | Kostaryka |                               |
|                              | Krystian Kapłon | (1:0) |           | San Juan de los Lagos, Meksyk |

| MŚ 2018 30 października 2018 | Polska | 0:2   | Japonia |                               |
|                              |        | (0:1) |         | San Juan de los Lagos, Meksyk |

| MŚ 2018 1 listopada 2018 | Polska            | 2:1   | Haiti |                               |
|                          | Bartosz Łastowski | (1:1) |       | San Juan de los Lagos, Meksyk |

| MŚ 2018 2 listopada 2018 | Polska                                              | 3:3 k. 2:3               | Angola |                               |
|                          | Kamil Grygiel · Krystian Kapłon · Bartosz Łastowski | (1:1, dogr. 3:3, k. 2:3) |        | San Juan de los Lagos, Meksyk |

| MŚ 2018 3 listopada 2018 | Polska | 0:2 | Anglia |                               |
|                          |        |     |        | San Juan de los Lagos, Meksyk |

| MŚ 2018 4 listopada 2018 | Polska            | 1:0 | Hiszpania |                               |
|                          | Bartosz Łastowski |     |           | San Juan de los Lagos, Meksyk |

### 2019
| 10 maja 2019 | Włochy | 1:4   | Polska                                           |                 |
|              |        | (0:2) | Bartosz Łastowski · Kamil Grygiel · Kamil Rosiek | Crotone, Włochy |

| 11 maja 2019 | Włochy | 1:6   | Polska                                              |                 |
|              |        | (0:2) | Kamil Grygiel · Krystian Kapłon · Bartosz Łastowski | Crotone, Włochy |

| 8 czerwca 2019 | Polska                                             | 3:0   | Irlandia |                                                                                  |
|                | Krystian Kapłon · Bartosz Łastowski · Jakub Kożuch | (1:0) |          | Stadion Miejski im. Władysława Kawuli, ul. św. Andrzeja Boboli 5, Kraków, Polska |

| 9 czerwca 2019 | Polska                                           | 4:0   | Irlandia |                                                                                  |
|                | Krystian Kapłon · Bartosz Łastowski · Tomasz Miś | (0:0) |          | Stadion Miejski im. Władysława Kawuli, ul. św. Andrzeja Boboli 5, Kraków, Polska |

| 22 czerwca 2019 | Polska                                                                              | 9:0   | Belgia |                                                   |
|                 | Jakub Kożuch · Bartosz Łastowski · Krystian Kapłon · Piotr Mizera · Dawid Dobkowski | (5:0) |        | Stadion Miejski, ul. Poznańska 60, Rzepin, Polska |

| 23 czerwca 2019 | Polska                                                               | 6:0   | Belgia |                                                   |
|                 | Bartosz Łastowski · Jakub Kożuch · Krystian Kapłon · Dawid Dobkowski | (5:0) |        | Stadion Miejski, ul. Poznańska 60, Rzepin, Polska |

| Amp Futbol Cup 2019 7 września 2019 | Polska                                       | 5:0   | Francja |                                                 |
|                                     | Krystian Kapłon · Kamil Grygiel · Tomasz Miś | (3:0) |         | BOPN, ul. Obrońców Tobruku 11, Warszawa, Polska |

| Amp Futbol Cup 2019 7 września 2019 | Polska                                                | 7:0   | Gruzja |                                                 |
|                                     | Bartosz Łastowski · Krystian Kapłon · Krzysztof Wrona | (4:0) |        | BOPN, ul. Obrońców Tobruku 11, Warszawa, Polska |

| Amp Futbol Cup 2019 8 września 2019 | Polska                            | 3:0   | Włochy |                                                 |
|                                     | Bartosz Łastowski · Kamil Grygiel | (3:0) |        | BOPN, ul. Obrońców Tobruku 11, Warszawa, Polska |

| Amp Futbol Cup 2019 8 września 2019 | Polska                                              | 3:2   | Rosja |                                                 |
|                                     | Bartosz Łastowski · Kamil Grygiel · Krystian Kapłon | (2:0) |       | BOPN, ul. Obrońców Tobruku 11, Warszawa, Polska |

| 25 października 2019 | Turcja | 5:1   | Polska        |                 |
|                      |        | (4:0) | Kamil Grygiel | Antalya, Turcja |

| 26 października 2019 | Turcja | 1:1   | Polska          |                 |
|                      |        | (0:0) | Krystian Kapłon | Antalya, Turcja |

| 27 października 2019 | Turcja | 8:1   | Polska          |                 |
|                      |        | (6:0) | Krystian Kapłon | Antalya, Turcja |

### 2020
| Amp Futbol Cup 2020 19 września 2020 | Polska | 10:0  | Azerbejdżan |                                                 |
|                                      | Mariusz Adamczyk · Krystian Kapłon · Bartosz Łastowski · Jakub Kożuch · Przemysław Świercz · Mateusz Ślusarczyk | (4:0) |             | BOPN, ul. Obrońców Tobruku 11, Warszawa, Polska |

| Amp Futbol Cup 2020 19 września 2020 | Polska                                                                                  | 11:0  | Azerbejdżan |                                                 |
|                                      | Bartosz Łastowski · Mariusz Adamczyk · Krystian Kapłon · Krzysztof Wrona · Jakub Kożuch | (6:0) |             | BOPN, ul. Obrońców Tobruku 11, Warszawa, Polska |

| Amp Futbol Cup 2020 20 września 2020 | Polska | 16:0  | Azerbejdżan |                                                 |
|                                      | Bartosz Łastowski · Krzysztof Wrona · Jacek Konieczny · Jakub Kożuch · Przemysław Świercz · Mateusz Ślusarczyk · Mariusz Adamczyk · Krystian Kapłon · Kamil Rosiek · Piotr Mizera | (8:0) |             | BOPN, ul. Obrońców Tobruku 11, Warszawa, Polska |

| Amp Futbol Cup 2020 20 września 2020 | Polska                                                               | 6:0   | Azerbejdżan |                                                 |
|                                      | Mateusz Ślusarczyk · Bartosz Łastowski · Jakub Kożuch · Piotr Mizera | (5:0) |             | BOPN, ul. Obrońców Tobruku 11, Warszawa, Polska |

### 2021
| 8 maja 2021 | Polska | 0:5   | Turcja |                                                                                  |
|             |        | (0:4) |        | Stadion Miejski im. Władysława Kawuli, ul. św. Andrzeja Boboli 5, Kraków, Polska |

| 9 maja 2021 | Polska          | 1:4   | Turcja |                                                                                  |
|             | Krystian Kapłon | (1:2) |        | Stadion Miejski im. Władysława Kawuli, ul. św. Andrzeja Boboli 5, Kraków, Polska |

| Amp Futbol Cup 2021 12 czerwca 2021 | Polska                                                            | 7:0   | Ukraina |                                                 |
|                                     | Kamil Grygiel · Tomasz Miś · Bartosz Łastowski · Mariusz Adamczyk | (1:0) |         | BOPN, ul. Obrońców Tobruku 11, Warszawa, Polska |

| Amp Futbol Cup 2021 12 czerwca 2021 | Polska                                                                                        | 11:0  | Izrael |                                                 |
|                                     | Krzysztof Wrona · Krystian Kapłon · Jakub Kożuch · Bartosz Łastowski · Przemysław Fajtanowski | (4:0) |        | BOPN, ul. Obrońców Tobruku 11, Warszawa, Polska |

| Amp Futbol Cup 2021 13 czerwca 2021 | Polska                                                                                             | 14:0  | Izrael |                                                 |
|                                     | Tomasz Miś · Bartosz Łastowski · Mariusz Adamczyk · Krystian Kapłon · Kamil Grygiel · Kamil Rosiek | (7:0) |        | BOPN, ul. Obrońców Tobruku 11, Warszawa, Polska |

| Amp Futbol Cup 2021 13 czerwca 2021 | Polska                                                     | 4:0   | Ukraina |                                                 |
|                                     | Bartosz Łastowski · Kamil Grygiel · Przemysław Fajtanowski | (3:0) |         | BOPN, ul. Obrońców Tobruku 11, Warszawa, Polska |

| ME 2021 12 września 2021 | Polska                              | 3:0   | Ukraina |                                                                    |
|                          | Bartosz Łastowski · Krystian Kapłon | (0:0) |         | Stadion Cracovii, ul. Józefa Kałuży 1, Kraków, Polska Widzów: 6427 |

| ME 2021 14 września 2021 | Polska | 8:0   | Izrael |                                                                                  |
|                          | Tomasz Miś · Kamil Grygiel · Bartosz Łastowski · Mariusz Adamczyk · Krystian Kapłon · Przemyslaw Fajtanowski · samobójcza | (3:0) |        | Stadion Miejski im. Władysława Kawuli, ul. św. Andrzeja Boboli 5, Kraków, Polska |

| ME 2021 15 września 2021 | Polska          | 1:1   | Hiszpania |                                                                                  |
|                          | Krystian Kapłon | (0:1) |           | Stadion Miejski im. Władysława Kawuli, ul. św. Andrzeja Boboli 5, Kraków, Polska |

| ME 2021 17 września 2021 | Polska        | 2:0   | Francja |                                                                                  |
|                          | Kamil Grygiel | (1:0) |         | Stadion Miejski im. Władysława Kawuli, ul. św. Andrzeja Boboli 5, Kraków, Polska |

| ME 2021 18 września 2021 | Polska            | 1:2   | Hiszpania |                                                       |
|                          | Bartosz Łastowski | (1:1) |           | Stadion Cracovii, ul. Józefa Kałuży 1, Kraków, Polska |

| ME 2021 19 września 2021 | Polska       | 1:0   | Rosja |                                                       |
|                          | Jakub Kożuch | (0:0) |       | Stadion Cracovii, ul. Józefa Kałuży 1, Kraków, Polska |

### 2022
| Amp Futbol Cup 2022 11 czerwca 2022 | Polska                                                                              | 6:2   | Tanzania |                                                     |
|                                     | Bartosz Łastowski · Kamil Grygiel · Mariusz Adamczyk · Tomasz Miś · Krystian Kapłon | (4:0) |          | Ośrodek Hutnik, ul. Marymoncka 42, Warszawa, Polska |

| Amp Futbol Cup 2022 11 czerwca 2022 | Polska                                               | 3:1   | Maroko |                                                     |
|                                     | Mariusz Adamczyk · Kamil Grygiel · Bartosz Łastowski | (2:0) |        | Ośrodek Hutnik, ul. Marymoncka 42, Warszawa, Polska |

| Amp Futbol Cup 2022 12 czerwca 2022 | Polska                                          | 3:2   | Włochy |                                                     |
|                                     | Przemysław Świercz · Kamil Grygiel · Tomasz Miś | (2:0) |        | Ośrodek Hutnik, ul. Marymoncka 42, Warszawa, Polska |

| Amp Futbol Cup 2022 12 czerwca 2022 | Polska                                           | 4:0   | Anglia |                                                     |
|                                     | Kamil Grygiel · Kamil Rosiek · Bartosz Łastowski | (0:0) |        | Ośrodek Hutnik, ul. Marymoncka 42, Warszawa, Polska |

| 30 lipca 2022 | Anglia | 2:1 | Polska        |                  |
|               |        |     | Kamil Grygiel | Nantwich, Anglia |

| 30 lipca 2022 | Anglia | 2:2 | Polska                              |                  |
|               |        |     | Bartosz Łastowski · Krystian Kapłon | Nantwich, Anglia |

| 31 lipca 2022 | Anglia | 2:3 | Polska                                               |                  |
|               |        |     | Bartosz Łastowski · Kamil Grygiel · Mariusz Adamczyk | Nantwich, Anglia |

| MŚ 2022 1 października 2022 | Polska            | 1:3   | Uzbekistan |                                                                                         |
|                             | Bartosz Łastowski | (1:1) |            | Hasan Doğan Millî Takımlar Kamp ve Eğitim Tesisleri, Riva, Turcja Sędzia: Gökhan Candan |

| MŚ 2022 2 października 2022 | Polska                                           | 3:0   | Tanzania |                                                                                         |
|                             | Bartosz Łastowski · Krystian Kapłon · samobójcza | (2:0) |          | Hasan Doğan Millî Takımlar Kamp ve Eğitim Tesisleri, Riva, Turcja Sędzia: Abdullah İnan |

| MŚ 2022 3 października 2022 | Polska                           | 3:0   | Hiszpania |                                                                                          |
|                             | Kamil Rosiek · Bartosz Łastowski | (2:0) |           | Hasan Doğan Millî Takımlar Kamp ve Eğitim Tesisleri, Riva, Turcja Sędzia: Daniele Caruso |

| MŚ 2022 5 października 2022 | Polska          | 1:2   | Brazylia |                                                                                         |
|                             | Krystian Kapłon | (0:1) |          | Hasan Doğan Millî Takımlar Kamp ve Eğitim Tesisleri, Riva, Turcja Sędzia: Cédric Nemery |

| MŚ 2022 5 października 2022 | Polska | 0:3   | Anglia |                                                                                        |
|                             |        | (0:2) |        | Hasan Doğan Millî Takımlar Kamp ve Eğitim Tesisleri, Riva, Turcja Sędzia: Cengiz Demir |

| MŚ 2022 7 października 2022 | Polska                                              | 3:0   | Stany Zjednoczone |                                                                   |
|                             | Kamil Grygiel · Bartosz Łastowski · Krystian Kapłon | (1:0) |                   | Hasan Doğan Millî Takımlar Kamp ve Eğitim Tesisleri, Riva, Turcja |

| MŚ 2022 7 października 2022 | Polska                              | 2:0   | Iran |                                                                                       |
|                             | Krystian Kapłon · Bartosz Łastowski | (1:0) |      | Hasan Doğan Millî Takımlar Kamp ve Eğitim Tesisleri, Riva, Turcja Sędzia: Ayhan İlhan |

### 2023
| 25 marca 2023 | Włochy | 0:6   | Polska                                                                   |              |
|               |        | (0:2) | Kamil Grygiel · Przemysław Świercz · Krystian Kapłon · Bartosz Łastowski | Rzym, Włochy |

| 26 marca 2023 | Włochy | 0:4   | Polska                                                 |              |
|               |        | (0:0) | Przemysław Świercz · Marcin Oleksy · Bartosz Łastowski | Rzym, Włochy |

| LN Dywizja A 2023 16 czerwca 2023 | Polska                                           | 4:0   | Hiszpania |                                                                                  |
|                                   | Bartosz Łasowski · Kamil Grygiel · Marcin Oleksy | (2:0) |           | Stadion Miejski im. Władysława Kawuli, ul. św. Andrzeja Boboli 5, Kraków, Polska |

| LN Dywizja A 2023 17 czerwca 2023 | Polska          | 1:2   | Anglia |                                                                                  |
|                                   | Krystian Kapłon | (1:1) |        | Stadion Miejski im. Władysława Kawuli, ul. św. Andrzeja Boboli 5, Kraków, Polska |

| LN Dywizja A 2023 18 czerwca 2023 | Polska                            | 2:3   | Turcja |                                                                                  |
|                                   | Przemysław Świercz · Jakub Kożuch | (2:2) |        | Stadion Miejski im. Władysława Kawuli, ul. św. Andrzeja Boboli 5, Kraków, Polska |

| Amp Futbol Cup 2023 16 września 2023 | Polska                         | 2:0   | Stany Zjednoczone |                                                     |
|                                      | Krzysztof Wrona · Jakub Kożuch | (1:0) |                   | Ośrodek Hutnik, ul. Marymoncka 42, Warszawa, Polska |

| Amp Futbol Cup 2023 16 września 2023 | Polska                            | 2:0   | Japonia |                                                     |
|                                      | Dominik Abramczyk · Kamil Grygiel | (1:0) |         | Ośrodek Hutnik, ul. Marymoncka 42, Warszawa, Polska |

| Amp Futbol Cup 2023 17 września 2023 | Polska                                                                    | 4:0   | Kostaryka |                                                     |
|                                      | Mateusz Warakomski · Bartosz Łastowski · Dominik Abramczyk · Jakub Kożuch | (1:0) |           | Ośrodek Hutnik, ul. Marymoncka 42, Warszawa, Polska |

| Amp Futbol Cup 2023 17 września 2023 | Polska | 0:0 | Anglia |                                                     |
|                                      |        |     |        | Ośrodek Hutnik, ul. Marymoncka 42, Warszawa, Polska |

### 2024
| 22 lutego 2024 | Maroko | 1:0   | Polska |                   |
| 15:30          |        | (1:0) |        | Marrakesz, Maroko |

| 24 lutego 2024 | Maroko | 4:2   | Polska          |                   |
| 15:30          |        | (1:1) | Krystian Kapłon | Marrakesz, Maroko |

| Amp Futbol Kraków Cup 2024 6 kwietnia 2024 | Polska                                              | 5:0   | Włochy |                                                                                  |
|                                            | Krystian Kapłon · Marcin Oleksy · Bartosz Łastowski | (4:0) |        | Stadion Miejski im. Władysława Kawuli, ul. św. Andrzeja Boboli 5, Kraków, Polska |

| Amp Futbol Kraków Cup 2024 6 kwietnia 2024 | Polska                                                                | 6:0   | Holandia |                                                                                  |
|                                            | Kamil Grygiel · Mateusz Warakomski · Bartosz Łastowski · Jakub Kożuch | (0:0) |          | Stadion Miejski im. Władysława Kawuli, ul. św. Andrzeja Boboli 5, Kraków, Polska |

| Amp Futbol Kraków Cup 2024 7 kwietnia 2024 | Polska                                                             | 5:0   | Holandia |                                                                                  |
|                                            | Bartosz Łastowski · Krystian Kapłon · Krzysztof Wrona · samobójcza | (0:0) |          | Stadion Miejski im. Władysława Kawuli, ul. św. Andrzeja Boboli 5, Kraków, Polska |

| Amp Futbol Kraków Cup 2024 7 kwietnia 2024 | Polska          | 1:0   | Włochy |                                                                                  |
|                                            | Krystian Kapłon | (1:0) |        | Stadion Miejski im. Władysława Kawuli, ul. św. Andrzeja Boboli 5, Kraków, Polska |

| ME 2024 2 czerwca 2024 | Polska                                                            | 7:0   | Grecja |                          |
|                        | Krystian Kapłon · Kamil Grygiel · Jakub Kożuch · Rafał Bieńkowski | (2:0) |        | Évian-les-Bains, Francja |

| ME 2024 3 czerwca 2024 | Polska | 15:0  | Szkocja |                          |
|                        | Krystian Kapłon · Bartosz Łastowski · Kamil Rosiek · Rafał Bieńkowski · Kamil Grygiel · Marcin Oleksy · Mateusz Warakomski | (6:0) |         | Évian-les-Bains, Francja |

| ME 2024 4 czerwca 2024 | Polska                                                                               | 6:0   | Niemcy |                          |
|                        | Bartosz Łastowski · Kamil Rosiek · Marcin Oleksy · Mateusz Warakomski · Jakub Kożuch | (2:0) |        | Évian-les-Bains, Francja |

| ME 2024 6 czerwca 2024 | Polska                                           | 3:0   | Irlandia |                          |
|                        | Kamil Grygiel · Marcin Oleksy · Rafał Bieńkowski | (0:0) |          | Évian-les-Bains, Francja |

| ME 2024 7 czerwca 2024 | Polska        | 1:5   | Turcja |                          |
|                        | Kamil Grygiel | (0:2) |        | Évian-les-Bains, Francja |

| ME 2024 8 czerwca 2024 | Polska            | 1:0   | Anglia |                          |
|                        | Bartosz Łastowski | (1:0) |        | Évian-les-Bains, Francja |

| Amp Futbol Cup 2024 14 września 2024 | Polska                                              | 5:2   | Irak |                                                     |
|                                      | Bartosz Łastowski · Marcin Oleksy · Dawid Dobkowski | (3:0) |      | Ośrodek Hutnik, ul. Marymoncka 42, Warszawa, Polska |

| Amp Futbol Cup 2024 15 września 2024 | Polska                                               | 6:0   | Irak |                                                     |
|                                      | Marcin Oleksy · Rafał Bieńkowski · Bartosz Łastowski | (3:0) |      | Ośrodek Hutnik, ul. Marymoncka 42, Warszawa, Polska |

### 2025
| Amp Futbol Cup 2025 28 czerwca 2025 | Polska | 2:0 | Anglia |                                   |
| 12:45                               |        |     |        | Stadion Hutnika, Warszawa, Polska |

| Amp Futbol Cup 2025 28 czerwca 2025 | Polska | 1:3 | Maroko |                                   |
| 18:00                               |        |     |        | Stadion Hutnika, Warszawa, Polska |

| Amp Futbol Cup 2025 29 czerwca 2025 | Polska | 0:1 | Turcja |                                   |
| 14:15                               |        |     |        | Stadion Hutnika, Warszawa, Polska |

| Amp Futbol Cup 2025 29 czerwca 2025 | Polska |  | Japonia |                                   |
| 17:15                               |        |  |         | Stadion Hutnika, Warszawa, Polska |